# ルバ・カタンガ語
ルバ・カタンガ語（Luba-Katanga、ルバ・シャバ語 Luba-Shaba、キルバ語 Kiluba）はコンゴ民主共和国で"ルバ"と呼ばれて、話されている2つ主要なバントゥー系言語のひとつである（もうひとつはルバ・カサイ語）。主に同国南東部地域に居住するルバ族の人々によって話されている。